# (167) Urda
(167) Urda es un asteroide perteneciente al cinturón de asteroides descubierto por Christian Heinrich Friedrich Peters desde el observatorio Litchfield de Clinton, Estados Unidos, el 28 de agosto de 1876.
Está nombrado por Urd, una de las tres nornas de la mitología nórdica.

## Características orbitales
Urda está situado a una distancia media de 2,853 ua del Sol, pudiendo acercarse hasta 2,749 ua. Tiene una inclinación orbital de 2,212° y una excentricidad de 0,03622. Emplea 1760 días en completar una órbita alrededor del Sol. Forma parte de la familia asteroidal de Coronis.